# Movimento de reforma das cotas de Bangladesh em 2024
O Movimento de Reforma das Cotas de Bangladesh em 2024 é um protesto antigovernamental em andamento em Bangladesh, liderado por estudantes universitários. Inicialmente uma resposta a uma decisão que restaurou um antigo sistema baseado em cotas para o recrutamento a cargos públicos, o movimento se expandiu após a morte de centenas de manifestantes civis.
O movimento teve início com uma decisão do Supremo Tribunal do Bangladesh, em junho de 2024, que restaurou cotas de 30% dos cargos públicos para descendentes de veteranos da guerra da independência de 1971, revertendo uma reforma de 2018. Os protestantes reivindicam um sistema baseado em mérito. Apesar de começarem em resposta ao sistema de cotas e limitados aos campus universitários, os protestos rapidamente se espalharam pelo país devido à resposta violenta do governo.
O governo da Liga Awami acusou o protesto de ter sido cooptado por opositores políticos, principalmente BNP e Jamaat-e-Islami, e que buscaria desestabilizar o país. O governo tentou suprimir o protesto fechando todas as instituições educacionais, usando a Liga Chhatra (sua ala estudantil) contra os manifestantes, mobilizando policiais e guardas de fronteira e, finalmente, declarando um toque de recolher nacional. O exército foi posto às ruas em todo o país em meio a um apagão nacional da internet sem precedentes que isolou efetivamente o Bangladesh do resto do mundo. O governo também bloqueou as redes sociais em Bangladesh, incluindo o Facebook. Números variados de mortes foram relatados.
Até 24 de julho, ocorreram cerca de 200 mortes e mais de 20 mil feridos, acompanhados de 2 580 prisões em várias partes do país. O movimento continua em curso à medida que expandiu as suas exigências para incluir a responsabilização pela violência, a demissão de funcionários do governo e a reforma dos sindicatos estudantis, além da renúncia da primeira-ministra.
Consequências do protesto incluem uma decisão da Suprema Corte em 21 de julho de reduzir as cotas dos veteranos para 5%, a de minorias étnicas para 1%, e 1% para terceiro gênero e pessoas com deficiência, os demais 93% sendo baseados em mérito. Além disso, em 5 de agosto a primeira-ministra Sheikh Hasina anunciou sua renúncia e fugiu à Índia em um helicóptero alegando preocupação com sua segurança, enquanto o presidente Mohammed Shahabuddin dissolveu o parlamento em 6 de agosto, um governo interino sendo organizado.

## Linha do tempo

### Precedentes
Os protestos começaram em resposta a um veredito da Suprema Corte de Bangladesh em 5 de junho de 2024, que reverteu uma decisão de 2018 que cancelava uma cota de 30% para descendentes de veteranos da guerra de independência em empregos públicos. A decisão de 2018 havia sido tomada no contexto de um semelhante movimento de reforma das cotas em Bangladesh naquele ano.

### 5 de junho – 9 de julho
Inicialmente seis universidades realizaram protestos pacíficos contra a decisão da suprema corte. Devido à Festa do Sacrifício, o protesto se acalmou até o fim do feriado. No dia 7 de julho, estudantes fizeram um piquete e exigiram a rescisão do veredito em favor das cotas.

### 10 de julho - 13 de julho
Em 10 de julho, na Universidade de Dhaka, um protesto começou em frente à biblioteca, e culminou no bloqueio de cruzamentos movimentados no distrito de Shahbag. A polícia posicionou barricadas em frente aos estudantes. À tarde, o Chefe de Justiça pediu aos alunos que retornassem à universidade. O sistema de transportes de Dhaka ficou paralisado devido aos bloqueios em várias partes da cidade. Os ônibus de longa distância foram parados devido à agitação. A polícia atacou os manifestantes da universidade de Comilla.
Em 11 de julho, os estudantes furaram uma barricada policial a caminho do distrito de Shahbagh e realizaram bloqueios às 16h30. Às 21h00, os estudantes encerraram o protesto e anunciaram uma marcha no dia 12 de julho para protestar o ataque policial contra eles.
Em 12 de julho, os estudantes se reuniram em Shahbagh e fizeram um novo bloqueio. Enquanto estudantes de Comilla protestavam, um grupo de membros da Liga Chhatra os atacou. Durante a situação, um estudante que estava gravando um vídeo foi levado para um salão e espancado pelos membros da Liga Chhatra.
Em 13 de julho, os estudantes protestaram bloqueando os trilhos de trem na cidade de Rajshahi. Em Dhaka, os estudantes realizaram uma conferência de imprensa à noite, onde reclamaram que processos judiciais estavam em andamento visando coibir seus protestos.

### 14 de julho
Em 14 de julho, os estudantes marcharam em Dhaka, realizando protestos e bloqueios, posteriormente enviando um memorando ao presidente Mohammed Sahabuddin. Em resposta a uma declaração controversa feita pela Primeira-Ministra durante uma conferência de imprensa, onde ela se referiu aos manifestantes como "filhos de Rajakars" (traidores na Guerra da Independência de 1971), os estudantes organizaram uma manifestação, à meia-noite, em a área do campus da Universidade de Dhaka. Estudantes do Rokeya Hall juntaram-se ao protesto quebrando a fechadura colocada pelas autoridades no portão do dormitório.
O governo instruiu as operadoras a encerrar a rede 4G na área da Universidade de Dhaka. Por volta das 23h30, líderes e membros da Liga Chhatra atacaram manifestantes na Universidade de Chittagong ferindo 13 manifestantes.

### 15 de julho
Os ataques contra os manifestantes começaram logo depois do secretário-geral da Liga Awami ter dito que a Liga Chhatra estava pronta para dar uma resposta adequada aos manifestantes das cotas pelo seu “comportamento arrogante”.
Em Jessore, por volta das 12h, estudantes da Universidade de Ciência e Tecnologia de Jessore e do Michael Madhusudan College organizaram um protesto, onde um membro da Liga Chhatra atacou e feriu um manifestante.
Em Dhaka, os membros da Liga Chhatra iniciaram uma marcha até Shahbagh por volta das 15h45.
Mais tarde, na noite de 15 de julho, membros da Liga Chhatra atacaram estudantes dentro da Universidade de Dhaka, onde alguns dos agressores foram vistos atirando com pistolas e carregando bastões. Em resposta, os manifestantes também atiraram tijolos de dentro do salão para retaliar. Enquanto cobriam o protesto na Universidade de Dhaka, dois jornalistas do The Daily Star e Prothom Alo foram agredidos em um ataque iniciado pela Liga Chhatra, se ferindo.
Às 17h30, membros da Liga Chhatra tentaram atacar o departamento de emergência do Hospital da Faculdade de Medicina de Dhaka (DMCH), onde mais de 200 estudantes feridos nos confrontos procuravam tratamento. Após várias tentativas ao longo da tarde, membros da Liga Chhatra, alguns usando capacetes, entraram à força no DMCH por volta das 19h30 e iniciaram um ataque. Muitos foram vistos carregando varas e machados. Eles atacaram estudantes já feridos no movimento de reforma das cotas e vandalizaram várias ambulâncias estacionadas no DMCH.
Mais tarde, na mesma noite, um ataque realizado pela Liga Chhatra na Universidade Rajshahi deixou seis estudantes feridos, incluindo o organizador adjunto da União de Estudantes de Bangladesh. Em Comilla, o coordenador do movimento estudantil antidiscriminação foi agredido por volta das 20h, quando oito membros da Liga Chhatra ligaram para ele para verificar seu telefone e espancá-lo.
Os manifestantes convocaram manifestações e comícios de âmbito nacional em todas as instituições de ensino do país para as 15h00 do dia 16 de julho.

### 16 de julho
Por volta das 12h15, membros da Liga Chhatra atacaram estudantes da Universidade Jahangirnagar usando armas de fogo. Os estudantes se abrigaram na residência do vice-reitor após arrombarem a fechadura. Cerca de 300 membros da Liga Chhatra atiraram tijolos e garrafas de vidro contra os estudantes. Segundo informações, foram disparados tiros, ferindo dois jornalistas, incluindo um do Dhaka Tribune e mais de 50 estudantes manifestantes. A polícia chegou para controlar a situação, enquanto ambos os grupos se posicionavam em frente à residência do vice-reitor. Os estudantes alegaram que os agressores incluíam pessoas de fora, algumas na casa dos quarenta anos. Mais tarde, o subinspetor do Departamento de Polícia de Ashulia decidiu culpar os estudantes, afirmando que os manifestantes são os culpados por causar "este caos".
Um outro incidente violento envolvendo policiais e manifestantes ocorreu em frente à Universidade Begum Rokeya, em Rangpur, entre 14h30 e 15h. A polícia recorreu ao uso de lathis. Um estudante da Universidade Begum Rokeya chamado Abu Sayed morreu após ser levado ao hospital com ferimentos de bala.
No distrito de Farmgate–Khamabari, manifestantes se abrigaram na estação de metrô Farmgate, os agressores entraram e começaram a espancar os estudantes, o que foi presenciado pelos passageiros. A polícia teria sido acionada para controlar a situação.
À medida que os estudantes das universidades públicas foram desocupados à força, estudantes de várias escolas, faculdades e universidades privadas juntaram-se à causa. Eles protestaram e bloquearam estradas contra a violência da Liga Chhatra.
Os estudantes bloquearam as linhas ferroviárias em Chattogram e Mohakhali. As rodovias Dhaka – Chattogram, Dhaka – Barisal, Dhaka – Rajshahi e Dhaka – Tangail também foram bloqueadas.
À noite, o Ministério da Educação anunciou o fechamento por tempo indeterminado de escolas e faculdades e o adiamento de uma prova previsto para 18 de julho.

### 17 de julho - 18 de julho
Em 17 de julho, confrontos eclodiram com a polícia após orações fúnebres organizadas pelo Partido Nacional de Bangladesh e outros partidos para homenagear seis indivíduos mortos em 16 de Julho. O governo ordenou que todos os estudantes desocupassem os dormitórios universitários. Os manifestantes rejeitaram a ordem, para a qual as autoridades enviaram a polícia para evacuar os dormitórios. Os manifestantes que haviam bloquearam a autoestrada Dhaka-Barisal anunciaram um novo bloqueio para 18 de julho, permitindo apenas serviços de emergência, em protesto à violência policial. A primeira ministra Sheikh Hasina realizou um pronunciamento em rede nacional às 19h30, onde anunciou uma investigação judicial sobre as mortes durante os protestos anti-cota e pediu paciência até que a Suprema Corte emita seu veredicto, enfatizando a justiça para os estudantes e condenando a violência.
Em 18 de julho a polícia entrou em confronto com estudantes nas ruas do distrito de Badda, em Dhaka. A polícia também usou cassetetes e bombas de gás lacrimogêneo contra os estudantes. Uma estação de metrô de Dhaka, Mirpur-10, foi fechada por incêndios. Há relatos de 30 estudantes mortos até então pela polícia de Bangladesh.
Ainda em 18 de julho, o acesso à internet é restrito em nível nacional.

### 19 de julho
Em 18 de julho, a polícia de Dhaka, na tentativa de dificultar os protestos dos estudantes, anunciou a suspensão por tempo indeterminado de reuniões públicas e demais manifestações. As autoridades ferroviárias de Bangladesh, por ordem de altos escalões do governo, teriam ordenado o fechamento dos serviços ferroviários entre Dhaka e o resto do país para evitar que os manifestantes da reforma das cotas usassem trens para viajar ou se reunirem, de acordo com supervisores ferroviários anônimos que conversaram com o jornal Prothom Alo. Alguns confrontos com a polícia também ocorreram em outros lugares, inclusive em Uttara e Mohammadpur. As estações de metrô Mirpur 10 e Kazipara foram vandalizadas, causando grandes danos.
Em Narsingdi, os manifestantes invadiram uma prisão e libertaram centenas de detentos antes de incendiarem as instalações.
Ainda em 19 de julho, o governo impôs um toque de recolher à meia-noite e enviou tropas do exército às ruas em todo o país, liberando policiais para atirar à primeira vista contra manifestantes.
À meia-noite, representantes do governo e dos manifestantes se reuniram. Notavelmente entre os representantes esteve Sarjis Alam, membro da Liga Chhatra que participou nas eleições da União Central de Estudantes da Universidade de Dhaka de 2019 como candidato da Liga Chhatra.

### Veredito (20 - 22 de julho)
À meia-noite de 20 de julho, Nahid Islam, coordenador do movimento de reforma das cotas, teria sido raptado da casa de um amigo em Nandipara, segundo seu pai. Depois de ser libertado em 21 de julho, Nahid relatou ter sido vendado, algemado e torturado antes de recuperar a consciência em Purbachal.
Em 21 de julho a suprema corte anunciou a redução no percentual de cotas, passando a apenas 5% para os veteranos, 1% para minorias étnicas, 1% para pessoas de terceiro gênero e deficientes, e 93% baseadas em mérito.
Em 22 de julho os manifestantes anunciam que iriam suspender os protestos por dois dias, ao mesmo tempo que exigiam que o governo suspendesse o toque de recolher, restabelecesse o aceso à internet e deixasse de atacar os manifestantes estudantis.

### Suspensão dos protestos (23 - 28 de julho)
Com a suspensão dos protestos seguida do veredito, não houve mais casos de violência reportados.
Em 23 de julho, o governo da Malásia repatriou 123 dos seus cidadãos em meio à onda de violência.
Em 24 e 25 de julho, o governo anunciou um abrandamento do toque de recolher permitindo a reabertura de bancos, fábricas e escritórios à medida que os protestos começavam a se acalmar. O acesso à internet foi parcialmente restaurados, embora os websites de redes sociais continuassem bloqueados.
Em 26 de julho, três coordenadores do movimento anti-descriminação, que organizava os protestos, foram detidos para interrogatório, seguidos de outros dois mais tarde no mesmo dia. Em resposta, ameaças de novos protestos foram feitas.
Em 28 de julho, a internet móvel foi restaurada em todo país, mas redes sociais como Facebook, Instagram e TikTok continuaram bloqueadas.

### Retomada dos protestos (29 de julho - 2 de agosto)

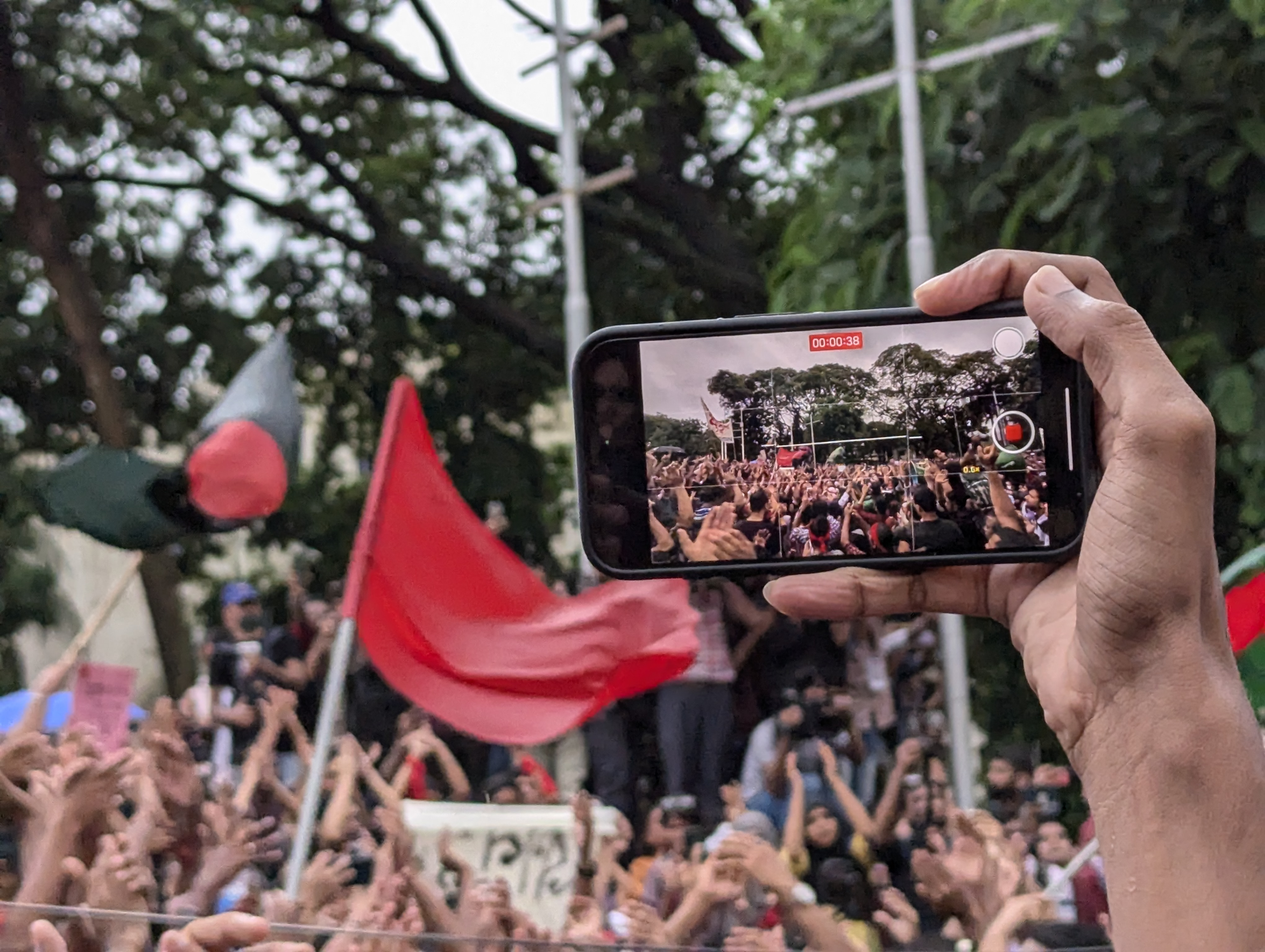
Protestos em 2 de agosto

Em 29 de julho protestos de larga escala foram retomados em várias partes do país, após o governo ignorar um ultimato para liberar os coordenadores detidos. A polícia prendeu 2822 estudantes em Dhaka. A primeira-ministra Sheikh Hasina declarou luto oficial no dia 30, pelos mortos durante os protestos. Enquanto a Liga Awami League apoiou o luto, muitos rejeitaram-no, pedindo justiça pelas mortes.
Em 31 de julho, o movimento antidiscriminação organizou um protesto de larga escala denominado "marcha pela justiça". À tarde, alguns protestantes dirigiam-se à Suprema Corte, mas foram parados pela polícia, que efetuou novas prisões. Estradas foram bloqueadas em resposta, gerando novas prisões.
Ainda no dia 31, plataformas como Facebook, WhatsApp e outras foram desbloqueados.
Em 1 de agosto, os líderes detidos foram soltos, em uma tentativa de desescalar as tensões. Os líderes liberados afirmaram que continuariam participando do movimento. Protestos e confrontos com a polícia seguiram ocorrendo.
Em 2 de agosto, protestos seguiam ocorrendo pelo país, pedindo a reabertura de escolas e universidades e a renúncia da primeira-ministra Sheikh Hasina, resultando em novos confrontos com a polícia. Khulna, Sylhet, Um policial foi espancado até a morte pelos protestantes, e um civil também perdeu a vida nos protestos.
Devido a nova escalada das tensões, as plataformas Facebook, WhatsApp, e Telegram foram novamente bloqueadas, algumas sendo liberadas após algumas horas.

### 3 de agosto
A primeira-minstra Sheikh Hasina propôs diálogo com os protestantes, o que teria sido recusado. Um dos líderes detidos anunciou uma greve de fome. Novos protestos foram organizados, exigindo a renúncia da primeira-ministra.
Ainda em 3 de agosto, carros forma vandalizados em frente à residência do ministro da educação e de membros do parlamento. Novas mortes ocorreram em confrontos com a polícia. Membros da Liga Chhatra entraram em confronto com manifestantes do movimento anti-descriminação, disparando tiros contra eles.

### 4 de agosto

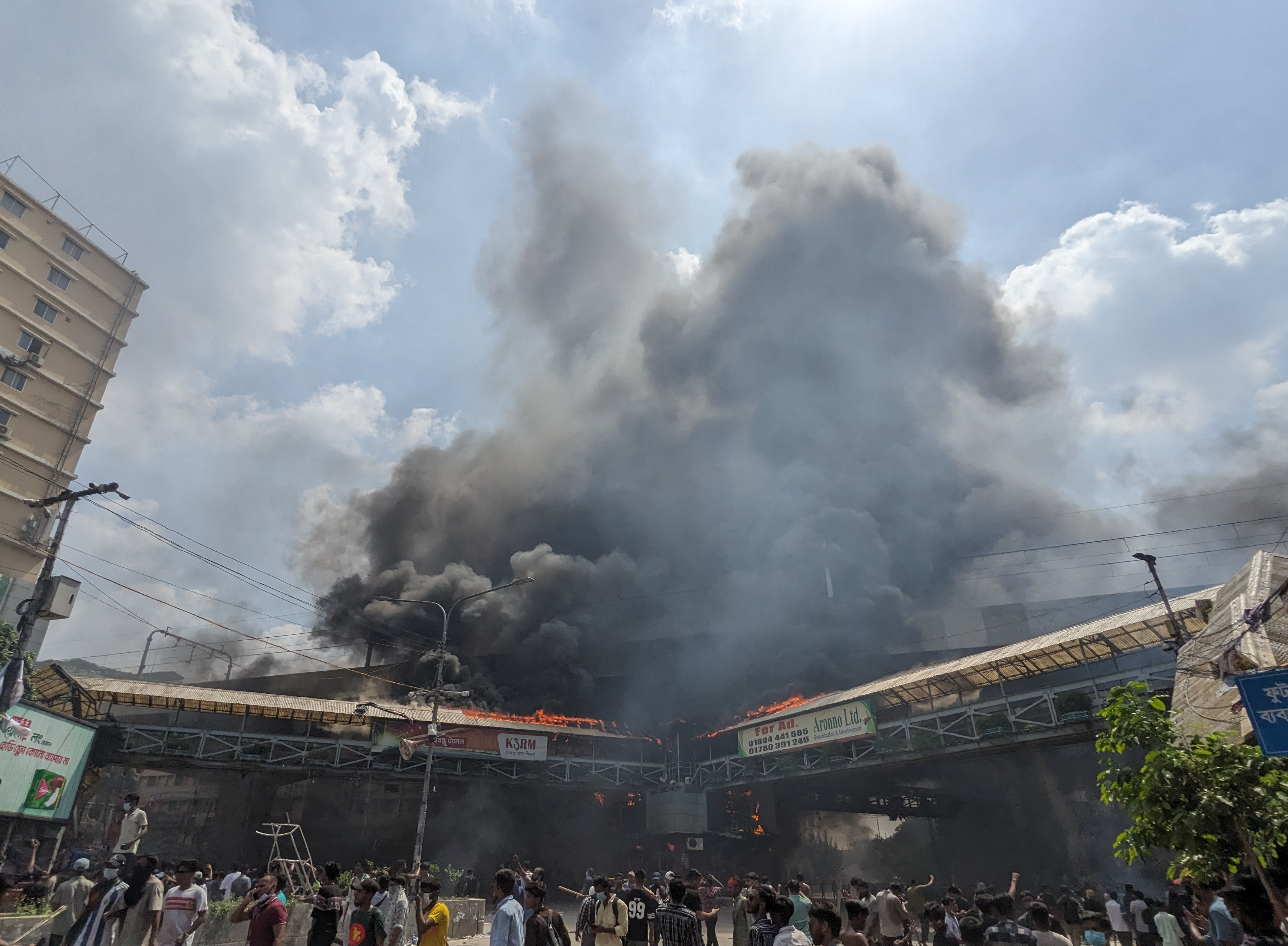
Delegacia de polícia em chamas em meio a protestos

O dia 4 de agosto foi marcado pelo maior número de mortes em confrontos entre manifestantes e a polícia, com 91 mortos, incluindo 14 policiais. Os confrontos ocorreram durante o bloqueio de estradas movimentadas e delegacias de polícia. A internet foi novamente desligada no país. A primeira-ministra criticou os protestantes, que seguiam exigindo sua renúncia.

### 5 de agosto
A primeira-ministra Sheikh Hasina anunciou sua renúncia e fugiu em um helicóptero para a Índia, alegando que o fez "para a sua segurança". O general Waker-uz-Zaman anunciou sua renúncia e a formação de um governo interino.

### 6 de agosto
O presidente Mohammed Shahabuddin dissolveu o parlamento. Enquanto aguardam a formação de um governo interino, os manifestantes afirmaram que não aceitariam um governo liderado pelos militares.

## Reações

### Internacional
- Estados Unidos: O porta-voz do Departament de Defesa dos Estados Unidos, Matthew Miller, condenou os ataques aos manifestantes.[195]
- Reino Unido: O Ministério das Relações Exteriores do Reino Unido pediu o fim da violência.[196]
- Índia: O Ministro-chefe de Bengala Ocidental, Mamata Banerjee, prestou condolências às famílias dos afetados.[197]
- Nações Unidas: O então secretário-geral António Guterres expressou preocupação e solicitou o diálogo.[198][199] Seu porta-voz, Stéphane Dujarric expressou preocupação com o uso de veículos da ONU na resposta aos protestos.[200][201] O Escritório do Alto-comissário das Nações Unidas para os Direitos Humanos pediu o fim da violência.[202]
- União Europeia: O embaixador de Bangladesh da União Europeia, Charles Whiteley, pediu o fim da violência e expressou o desejo do bloco por uma solução rápida ao impasse.[203][204]
- A UNICEF declarou preocupação com a violência, que resultou na morte de 32 crianças.[205][206]